# SOX7
SOX7‏ (SRY-box 7) هوَ بروتين يُشَفر بواسطة جين SOX7 في الإنسان.